# NGC 5036
NGC 5036 is een elliptisch sterrenstelsel in het sterrenbeeld Maagd. Het hemelobject werd in 1886 ontdekt door de Amerikaanse astronoom Francis Preserved Leavenworth.

## Synoniemen
- NPM1G -03.0451
- PGC 46057